# هندريك هيلمكه
هندريك هيلمكه (بالألمانية: Hendrik Helmke)‏ مواليد 13 يوليو 1987 في ألمانيا الغربية، هو لاعب كرة قدم ألماني يلعب كلاعب وسط.

## سيرته الذاتية
هيندريك فرانك هيلمك، لاعب ألماني من أصول برازيلية، من مواليد إحدى ضواحي هاربورج بألمانيا في 13 يوليو 1987 (27 سنة)، يلعب في مركز الوسط وطوله 181 سم.
بدأ مسيرته الاحترافية عام 2006 في نادي ماسكين الألماني ثم انضم لونيبورجر عام 2007 وانتقل عام 2008 إلى نادي لوبيك ثم احترف في نادي ماريهامن الفنلندي عام 2011، ثم انتقل في 2012 إلى ساباه الماليزي، ثم عاد إلى فنلندا من بوابة نادي يارو عام 2013، وفي نفس العام انتقل إلى ترومسو النرويجي، ثم عاد في الموسم التالي إلى يارو الفنلندي حيث لعب معه 31 مباراة.
وكان اللاعب على وشك الانضمام إلى الاستقلال الإيراني لولا توقيع الأهلي معه.
هيندريك من مواليد 13 يوليو 1987 أي أنه عمره 27 عاما ونصف.
بدأ ممارسة كرة القدم عام 2002 مع فرق الناشئين في ألمانيا مع أندية درجة ثالثة مثل فينسين ولونبرجر وهامبرجر وكونكورديا وفير.
- لعب في موسم 2006-2007 مع فريق ماستشن الألماني (درجة ثالثة).
- انتقل إلى فريق لونبرجر الألماني (درجة ثالثة) في موسم 2007-2008.
- لعب في فريق لوبيك الألماني (درجة ثالثة) في الفترة من 2008 إلى 2010 ولعب 51 مباراة ولم يسجل أي هدف.
- انتقل لفريق مارينهايم الفنلندي موسم 2011-2012 ولعب 29 مباراة سجل خلالها هدفين.
- في 2012 انتقل إلى فريق الصباح الماليزي ولعب له ستة أشهر فقط خاض خلالها 4 مباريات فقط وسجل هدفين.
- في 2013 انتقل إلى جارو الفنلندي ولعب له 21 مباراة سجل خلالها 4 أهداف.
- في النصف الثاني من 2013 انتقل إلى ترومسو النرويجي ولعب له 9 مباريات ولم يسجل أهداف.
- في 2014 عاد إلى جارو الفنلندي مرة أخرى ولعب له 31 مباراة سجل خلالها 8 أهداف.
- في ديسمبر 2014 وقع عقدا للإستقلال الإيراني لمدة ستة أشهر ولكنه تعرض للإصابة في غضروف الركبة مما جعل النادي يفسخ التعاقد معه بعد عدة أيام من إتمام التعاقد.
- في 2015 انتقل للاهلي المصري

## روابط خارجية
- هندريك هيلمكه على موقع قاعدة بيانات كرة القدم.إي يو (الإنجليزية)
- هندريك هيلمكه على موقع Soccerway.com (الإنجليزية)
- هندريك هيلمكه على موقع عالم كرة القدم.نت (الإنجليزية)
- هندريك هيلمكه على موقع AS.com (الإسبانية)